# LiSA
Risa Oribe (織部 里沙 Oribe Risa, Seki, Gifu, 24 de junho de 1987), mais conhecida pelo seu nome artístico LiSA (acrônimo de Love is Same All), é uma cantora japonesa, compositora e letrista, contratada da SACRA MUSIC sob Sony Music Artists.
Depois de aspirar a se tornar música no começo da vida, ela começou sua carreira musical como vocalista da banda indie Chucky em 2005. Após a dissolução de Chucky, LiSA se mudou para Tóquio a fim de seguir uma carreira solo, sendo convidada em 2010 para cantar músicas para a série de televisão de anime Angel Beats! como uma das duas vocalistas da banda fictícia Girls Dead Monster. Em abril de 2011, ela fez sua estreia solo com o lançamento de seu mini-álbum Letters to U. Desde então, ela é convidada regular de vários eventos musicais e shows, incluindo festivais de rock como Animelo Summer Live, ROCK IN JAPAN FESTIVAL, TREASUREX05, e muitos outros. Foi convidada pela primeira vez para participar do mais famoso e tradicional programa japonês "Kouhaku Uta Gassen" ocorrido na virada do ano de 2019 para 2020.
As músicas de LiSA foram apresentadas como tema musical de vários animes,[carece de fontes?] como Fate/Zero, Sword Art Online e Kimetsu no Yaiba. Seus singles têm estado regularmente entre os primeiros nas paradas semanais da Oricon, com singles como "crossing field" e "紅蓮華 (Gurenge)" sendo certificado como platina pela Associação da Indústria de Gravação do Japão. Ela se apresentou no Nippon Budokan em 2014 pela primeira vez e seu primeiro show em um dome, no MetLife Dome em 2020. Em 2015, estreou como Madge Nelson na dublagem japonesa do filme de animação Minions.

## Carreira
LiSA começou sua carreira como cantora em 2005, enquanto ainda estava no colegial, quando ela formou a banda de indie rock Chucky. Após sair do Chucky em julho de 2008, LiSA formou a banda Love is Same All junto com membros da banda indie Parking Out; seu nome artístico, LiSA, deriva do acrônimo de Love is Same All. Em 2010, LiSA fez sua estreia cantando músicas de animes no anime Angel Beats!, sendo uma das duas vocalistas da banda fictícia Girls Dead Monster. Ela era a vocalista da personagem Yui, e a segunda vocalista, Marina, cantava as canções como a personagem Masami Iwasawa. Com Girls Dead Monster, LiSA lançou três singles e um álbum em 2010 com a gravadora Key. O primeiro single "Thousand Enemies" foi lançado em 12 de maio; o segundo single "Little Braver" foi lançado em 9 de junho; e o terceiro single "Ichiban no Takaramono (Yui final ver.)" (一番の宝物 〜Yui final ver.〜) foi lançado em 8 de dezembro. O álbum Keep The Beats! foi lançado em 30 de junho. LiSA fez sua apresentação no Animelo Summer Live de 2010 em 28 de agosto.
LiSA lançou sua carreira solo em 20 de abril de 2011, junto com o lançamento do mini-álbum Letters to U pela Aniplex sob Sony Music Artists. As canções foram compostas por dōjins e grandes artistas, e LiSA compôs a primeira canção "Believe in Myself"; LiSA escreveu todas as letras para o álbum. Em 12 de novembro de 2011, ela fez sua primeira apresentação em Singapura no Anime Festival Asia, a maior convenção de anime e cultura pop do Leste Asiático. LiSA lançou seu primeiro single solo "oath sign" em 23 de novembro de 2011, que é usado com tema de abertura do anime de 2011 Fate/Zero. Ela lançou seu primeiro álbum solo Lover"S"mile em 22 de fevereiro de 2012. LiSA participou como convidada de honra no Anime Expo 2012, e realizou seu primeiro concerto na América do Norte no evento em 1 de julho. LiSA lançou seu segundo single "crossing field" em 8 de agosto de 2012, que é usado com tema de abertura do anime de 2012 Sword Art Online. Seu terceiro single "best day, best way" foi lançado no dia 3 de abril de 2013. No dia 7 de Agosto de 2013 LiSA lança seu terceiro single "träumerei", abertura do anime

## Discografia

### Álbuns
| Ano  | Detalhes | Melhor posições na Oricon | Certificações |
| ---- | --- | ------------------------- | ------------- |
| 2010 | Keep The Beats! - Lançamento: 30 de junho de 2010 - Gravadora: Key Sounds (KSLA-0058) - Formato: CD                                    | 6                         | JPN: Ouro     |
| 2011 | Letters to U - Lançamento: 20 de abril de 2011 - Gravadora: Aniplex (SVWC-7760) - Formato: CD                                          | 14                        |               |
| 2012 | Lover"S"mile - Lançamento: 22 de fevereiro de 2012 - Gravadora: Aniplex (SVWC-7824, SVWC-7826, SVWC-7828) - Formato: CD, CD+DVD, CD+BD | 7                         |               |
| 2013 | LANDSPACE - Lançamento: 30 de outubro de 2013 - Gravadora: Aniplex - Formato: CD, CD+DVD, CD+BD                                        | 2                         |               |
| 2015 | Launcher - Lançamento: 4 de março de 2015 - Gravadora: Aniplex - Formato: CD, CD+DVD, CD+BD                                            | 3                         |               |
| 2016 | LUCKY Hi FiVE! - Lançamento: 20 de abril de 2016 - Gravadora: Aniplex - Formato: CD, CD+DVD, CD+BD                                     | 4                         |               |
| 2017 | LiTTLE DEViL PARADE - Lançamento: 24 de maio de 2017 - Gravadora: SACRA MUSIC - Formato: CD, CD+DVD, CD+BD, CD+BD+Goods                |                           |               |
| 2020 | Leo-Nine - Lançamento: 14 de Outubro de 2020 - Gravadora: Sony Music Entertainment - Formato: CD, CD+DVD, CD+BD                        | 1                         | JPN: Ouro     |

### Singles
| Ano  | Canção                                 | Melhor posições na Oricon | Álbum               |
| ---- | -------------------------------------- | ------------------------- | ------------------- |
| 2010 | Thousand Enemies                       | 4                         | Keep The Beats!     |
| 2010 | Little Braver                          | 2                         | Keep The Beats!     |
| 2010 | Ichiban no Takaramono (Yui final ver.) | 3                         | Keep The Beats!     |
| 2011 | oath sign                              | 5                         | Lover"s"mile        |
| 2012 | crossing field                         | 5                         | LANDSPACE           |
| 2013 | best day, best way                     | 6                         | LANDSPACE           |
| 2013 | träumerei                              | 15                        | LANDSPACE           |
| 2014 | Rising Hope                            | 4                         | Launcher            |
| 2014 | BRiGHT FLiGHT / L.Miranic              | 8                         | Launcher            |
| 2014 | Shirushi                               | 3                         | Launcher            |
| 2015 | Rally Go Round                         | 12                        | LiTTLE DEViL PARADE |
| 2015 | ID                                     | -                         | -                   |
| 2015 | Empty MERMAiD                          | 10                        | LiTTLE DEViL PARADE |
| 2016 | Brave Freak Out                        | 9                         | LiTTLE DEViL PARADE |
| 2017 | Catch the Moment                       | 4                         | LiTTLE DEViL PARADE |
| 2017 | Datte Atashi no Hero                   | 7                         |                     |
| 2017 | ASH                                    | 5                         |                     |
| 2019 | Gurenge                                | 3                         | Leo-Nine            |
| 2019 | Unlasting                              | 4                         | Leo-Nine            |
| 2020 | Homura                                 | 1                         |                     |

### Vídeos
| 2011                                           | Girls Dead Monster starring LiSA Tour 2010 Final: Keep The Angel Beats! - Lançamento: June 1, 2011 - Gravadora: Key Sounds (KSLV-0001–0003) - Formato: BD/DVD | —                   |
| 2012                                           | LiVE is Smile Always～LOVER“S”MiLE～in日比谷野外大音楽堂 - Lançamento: 26 de Setembro, 2012 - Gravadora: Aniplex (ANSB-3707) - Formato: DVD/Blu-ray           | DVD: 66 Blu-ray: 18 |
| 2014                                           | LiVE is Smile Always～今日もいい日だっ～in日本武道館 - Lançamento: 18 de Junho, 2014 - Gravadora: Aniplex - Formato: DVD/Blu-ray                              | DVD: 24 Blu-ray: 16 |
| 2015                                           | LiVE is Smile Always～PiNK&BLACK～in日本武道館「いちごドーナツ」 - Lançamento: 22 de Julho, 2015 - Gravadora: Aniplex - Formato: DVD/Blu-ray                  | DVD: 24 Blu-ray: 16 |
| 2015                                           | LiVE is Smile Always～PiNK&BLACK～in日本武道館「ちょこドーナツ」 - Lançamento: 22 de Julho, 2015 - Gravadora: Aniplex - Formato: DVD/Blu-ray                  | DVD: 23 Blu-ray: 12 |
| 2016                                           | LiSA MUSiC ViDEO CLiPS 2011-2015 - Lançamento: 29 de Junho, 2016 - Gravadora: Aniplex - Formato: DVD/Blu-ray                                                  | DVD: 5 Blu-ray: 5   |
| 2017                                           | LiVE is Smile Always -NEVER ENDiNG GLORY- at YOKOHAMA ARENA [the Sun] - Lançamento: 19 de Abril, 2017 - Gravadora: SACRA MUSIC - Formato: DVD+CD/Blu-ray+CD   | DVD: 3 Blu-ray: 2   |
| 2017                                           | LiVE is Smile Always -NEVER ENDiNG GLORY- at YOKOHAMA ARENA [the Moon] - Lançamento: 19 de Abril, 2017 - Gravadora: SACRA MUSIC - Formato: DVD+CD/Blu-ray+CD  | DVD: 2 Blu-ray: 1   |
| "—" Não entrou na parada musical daquele país. | |                     |

### Álbuns de vídeo[44]
| Ano  | Canção                                          |
| ---- | ----------------------------------------------- |
| 2010 | Little Braver                                   |
| 2010 | Day Game                                        |
| 2011 | Believe in Myself                               |
| 2011 | Mousou Controller (妄想コントローラー)          |
| 2011 | oath sign                                       |
| 2012 | crossing field                                  |
| 2013 | best day, best way                              |
| 2013 | träumerei                                       |
| 2014 | Rising Hope                                     |
| 2014 | BRiGHT FLiGHT / L.Miranic                       |
| 2014 | Shirushi (シルシ)                               |
| 2015 | Rally Go Round                                  |
| 2015 | Empty MERMAiD                                   |
| 2016 | Brave Freak Out                                 |
| 2016 | Hi FiVE!                                        |
| 2017 | Catch the Moment                                |
| 2017 | LiTTLE DEViL PARADE                             |
| 2017 | Datte Atashi no Hero (だってアタシのヒーロー。) |

### Aparições em outros álbuns de vídeo
| Ano  | Música                                                   | Álbum                                     | Artista(s)      | Notas                                      | Ref.   |
| ---- | -------------------------------------------------------- | ----------------------------------------- | --------------- | ------------------------------------------ | ------ |
| 2011 | Crow Song Brave Song                                     | Animelo Summer Live 2010: Evolution 28/8  | Vários Artistas | "Brave Song" foi cantada com Lia e marina. | [ 45 ] |
| 2014 | crossing field träumerei Crow Song                       | Animelo Summer Live 2013 -FLAG NINE- 24/8 | Vários Artistas |                                            |        |
| 2015 | crossing field Yuukei Yesterday Rising Hope              | Animelo Summer Live 2014 -ONENESS- 31/8   | Vários Artistas |                                            |        |
| 2016 | Rally Go Round No More Time Machine Shirushi Rising Hope | Animelo Summer Live 2015 -THE GATE- 28/8  | Vários Artistas |                                            |        |
| 2017 | Crow Song Brave Freak Out oath sign Shirushi             | Animelo Summer Live 2016 -TOKI- 27/8      | Vários Artistas | "Crow Song" foi cantada com marina.        |        |